# Eragrostis egregia
Eragrostis egregia är en gräsart som beskrevs av Clayton. Eragrostis egregia ingår i släktet kärleksgrässläktet, och familjen gräs. Inga underarter finns listade i Catalogue of Life.